# Стародавнє землеробське поселення Кука
5°47′1.36″ пд. ш. 144°19′54.2″ сх. д. / 5.7837111° пд. ш. 144.331722° сх. д.
Стародавнє землеробське поселення Кука (Болото Кука) — археологічна пам'ятка на території Папуа Нової Гвінеї, що показує ізольований розвиток сільського господарства протягом 7-10 тисячоліть. Розташована в південно-східній частині острова Нова Гвінея, в провінції Західний Гайлендс на висоті 1550 метрів над рівнем моря, у високогірній долині Вахгі. Площа пам'ятки — 116 гектарів. У даній болотистій місцевості збереглися сліди переходу від збирання до сільського господарства. За оцінками археологів, у даній місцевості цей процес відбувався приблизно в 5 тисячолітті до н. е. До цього періоду належать знайдені пагорби-грядки по кромці вологої зони. Приблизно за 2000 років до н. е. тут була створена система дренажних каналів, пов'язаних у єдину мережу. Переважно вирощувалися фруктові й горіхові дерева, рослини з їстівними коренями — ямс, таро, пасовищні культури, цукрова тростина, зелень, листяні овочі та банани. Археологічні розкопки та дослідження проводяться з 1960-х років, піонером у цій галузі був австралійський археолог Джек Голсон. На території пам'ятки проживає плем'я кавелка, з 1990-х років вони вирощують солодку картоплю, банани та каву. У 2008 році місцевість включена до списку Всесвітньої спадщини.